# NEQUA or The Problem of the Ages
NEQUA ou The Problem of the Ages est l'un des premiers livres féministes de science-fiction publiés aux États-Unis en 1900. Il a d'abord été publié en feuilleton dans le journal Equity. Deux éditions ont été publiées à Topeka au Kansas en 1900. La page de titre indique pour l'auteur Jack Adams, ce nom étant un pseudonyme.

## Résumé
Dans le corps de l'œuvre, il est révélé que Jack Adams est en fait une femme (Cassie) vêtue de vêtements pour hommes, qui a passé plusieurs années à chercher son fiancé lors de divers voyages océaniques. Elle réussit tellement sa mascarade en tant qu'homme qu'elle travaille en fait pour les capitaines de navires. Le voyage décrit dans Nequa décrit se passe en direction de l'Arctique, où le navire est pris au piège dans la glace. Après plusieurs aventures tragiques, le navire est libéré et se dirige ensuite vers le nord. Le capitaine du navire, Rafael Ganoa (le fiancé de Cassie) est étonné de constater que lorsqu'ils atteignent un certain point, qui devrait être proche du pôle nord, les boussoles indiquent que le navire se dirige soudainement vers le sud.
En fait, ils ont navigué à l'intérieur de la terre, où ils ont rencontré les Altruriens, une société qui s'est développée en une société plus coopérative que celles de l'extérieur de la terre. Les membres individuels de la société altrurienne décrivent comment l'évolution de la société altrurienne s'est déroulée. Ces explications reflètent la pensée populiste de l'époque avec des penchants féministes certains, donnant le ton d'un roman politique.
Jack Adams expose son secret et est réprimandé par son fiancé, le capitaine Ganoe, comme ayant enfreint plusieurs conventions qui existent dans la société terrestre extérieure. Jack Adams/Cassie Van Ness, maintenant appelée Nequa (l'enseignante), prend un manuscrit qu'elle a écrit sur ce voyage et le laisse dans l'un des nouveaux avions pour que le monde extérieur publie le manuscrit que vous avez lu.

## Histoire
Les compilations qui ont inclus des informations sur Nequa ont entraîné des malentendus sur la paternité du livre. L'article « New World That Eve Made: Feminist Utopias Written by Nineteenth-Century Women » rédigé par Barbara Quissell, paru dans Kenneth Roemers' America as Utopia, parle d'AO Grigsby en tant que femme écrivain.
Dans Science-Fiction, the early years: A full description of more than 3000 stories, Everett Franklin Bleiler donne un synopsis et énumère les auteurs : Alcanoan O. Grigsby, un homme, et Mary P. Lowe, une femme.
AO Grigsby (Alconoan O. Grigsby) est un populiste et plus tard un socialiste qui a été rédacteur en chef de plusieurs journaux des années 1890 à 1900. Mary P. Lowe est rédactrice en chef de The New Woman, un journal sur le droit de vote des femmes et co-rédactrice en chef avec AO Grigsby de Equity, un journal populiste, dont les éditions complètes sont disponibles sur microfilm de la Kansas State Historical Society.
La première édition de NEQUA a répertorié AO Grigsby et Mary P. Lowe comme détenteurs des droits d'auteur. Il y avait aussi une explication imprimée dans la première édition qui attribue au Dr T.A.H. Lowe les idées originales trouvées dans NEQUA.
Le Dr TAH Lowe a étudié la médecine éclectique (en) à l'Institut médical éclectique de Cincinnati. NEQUA contient de nombreuses idées similaires à d'autres livres sur la terre creuse, en particulier Mizora. Mizora est apparu pour la première fois sous forme de feuilleton dans le Cincinnati Commercial, un journal, tandis que le Dr Lowe était inscrit à l'Eclectic Medical Institute. Deux autres médecins éclectiques ont également écrit de la fiction souterraine.
John Uri Lloyd (en) était professeur au département de pharmacie de l'Eclectic Medical Institute de Cincinnati. Il a écrit Etidorhpa (en), qui comportait des éléments de rituels maçonniques secrets et d'alchimie tissés tout au long du livre. Cyrus Teed était également un médecin de l'Institut éclectique qui prêchait l'existence d'un monde à l'intérieur de la terre. Il devient le chef de Koreshanity (en) qui construit une commune en Floride.
Selon Worldcat NEQUA sous forme imprimée ne se trouve que dans onze bibliothèques. Épuisé depuis 115 ans, l'intérêt pour ses systèmes politiques, sociaux et économiques est réapparu sur Internet. Une troisième édition publiée en 2015 par Green Snake Press, comprend une nouvelle introduction et un épilogue, consistant en des informations de base sur les personnes initialement impliquées dans l'écriture et la publication de NEQUA. NEQUA a été publié en ligne en 2017.